# Агуда (ЛГБТ-организация)

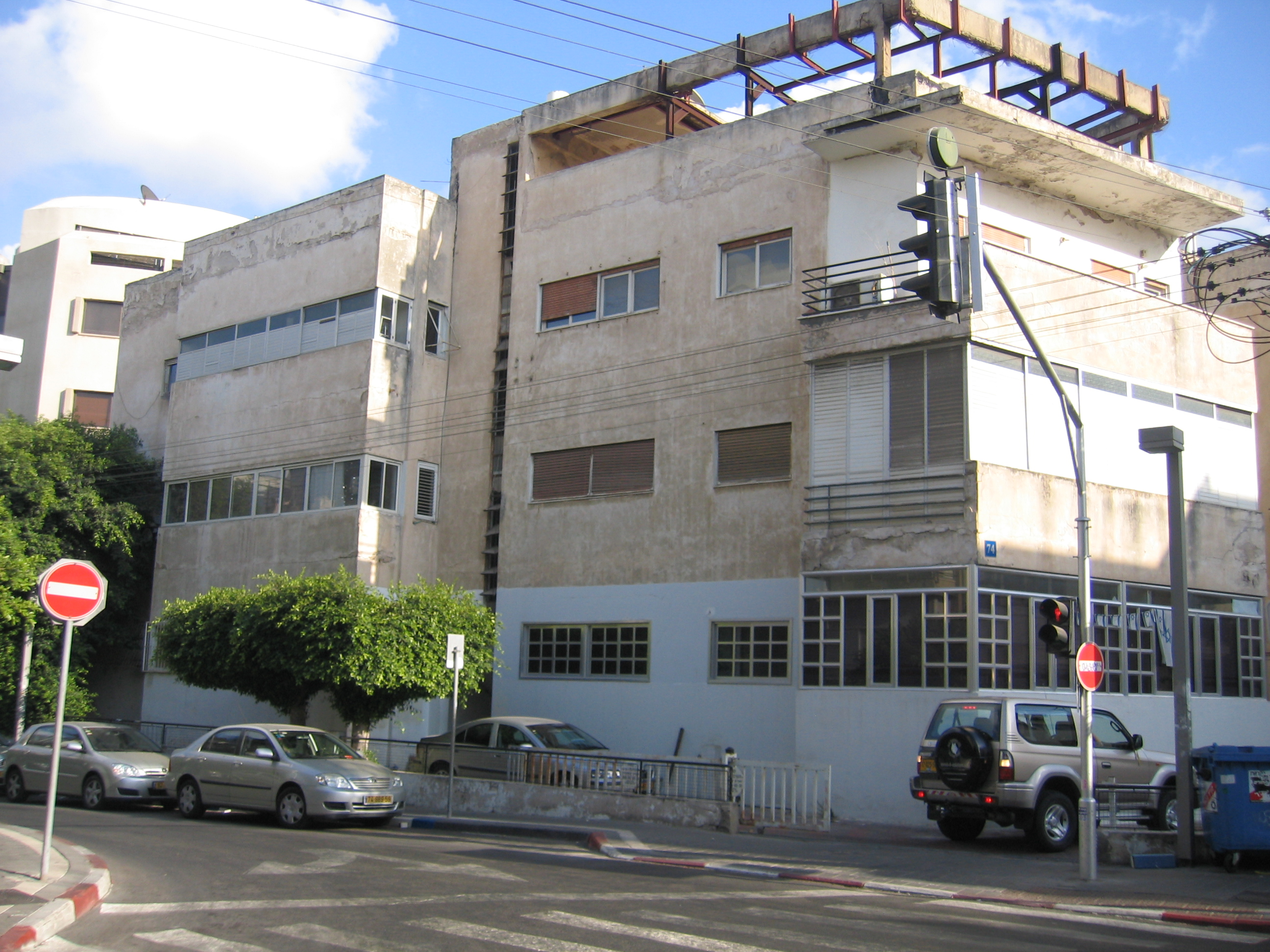
Здание «Агуды» в Тель-Авиве

Агуда (ивр. האגודה‎, полное название אגודת ההומואים, הלסביות, הביסקסואלים והטראנסקסואלים בישראל «Ассоциация геев, лесбиянок, бисексуалов и трансгендеров в Израиле») — исторически первая и самая крупная и влиятельная ЛГБТ-организация в Израиле. Основана в 1975 году; среди основателей Гила Гольдштейн, Дан Лахман, Тео Майнц, Яков Пази. Штаб-квартира Тель-Авивского отделения Агуды находится в Тель-Авиве, на улице Нахмани, в центре гей-квартала. В «Агуде» состоит более 2500 активистов. Возглавляет ассоциацию Майкл Хамель.

## Направления деятельности организации

### Организация телефонов доверия
Добровольцы «Агуды» ведут регулярный приём телефонных звонков по горячей линии доверия «Еш им ми ледабэр» («Есть с кем поговорить»), оказывая психологическую помощь лицам гомо- и бисексуальной ориентации, а также трансгендерам, попавшим в трудные жизненные ситуации.

### Организация гей-парадов
Гей-парады в Израиле традиционно организуются «Агудой» и проводятся при деятельном участии её активистов. За прошедшие десятилетия гей-парады в Израиле превратились из маргинальных «чисто геевских» мероприятий в широкомасштабные, многолюдные и зрелищные действа, на которые собираются не только ЛГБТ, но и их друзья, сочувствующие, правозащитники, активисты либеральных и левых партий, журналисты. Парад в Тель-Авиве в 2003 году собрал полмиллиона человек. Проведение гей-парадов финансируется тель-авивским муниципалитетом, порядок и безопасность демонстрантов обеспечивает тель-авивская муниципальная полиция. Городские власти обеспечивают всяческое содействие, включая уборку территории, развешивание флагов и транспарантов.

### Изданиегей-СМИ
«Агуда» издаёт журнал «Зман һа-варод» («Розовое время»), посвящённый различным аспектам жизни ЛГБТ-сообщества в Израиле.

### Лоббирование интересов ЛГБТ
«Агуда» лоббирует интересы ЛГБТ-сообщества в Кнессете, муниципальных органах власти, политических партиях и других структурах. Например, при участии юристов «Агуды» был разработан и принят Кнессетом антидискриминационный закон, запрещающий дискриминацию представителей сексуальных и гендерных меньшинств по признаку сексуальной ориентации на работе, в учебных заведениях и т. д. По предложению юристов «Агуды» юридический советник действующего правительства Мени Мазуз издал распоряжение, по которому однополые пары, живущие в фактическом (гражданском) браке и могущие это доказать (с помощью свидетелей), должны иметь такие же права при оформлении ссуды в банке, как и гетеросексуальные семьи.

### Распространение объективной информации о ЛГБТ
«Агуда» систематически занимается распространением объективной информации о представителях сексуальных и гендерных меньшинств, повышением терпимости и взаимопонимания в обществе, снижением уровня гомофобии и предрассудков. С этой целью «Агуда» регулярно организует открытые семинары и конференции, публичные лекции и «уроки терпимости», распространяет печатные материалы.

### Борьба с распространением ВИЧ и других инфекций, передаваемых половым путём
Активисты «Агуды» уделяют много внимания сексуальному просвещению и пропаганде безопасного секса. «Агуда» распространяет различные печатные материалы, посвящённые этому, проводит публичные лекции, занимается бесплатной раздачей презервативов.

### Особые программы
В «Агуде» действует особая программа помощи для лиц гомосексуальной ориентации из Палестинской автономии, ищущих убежища от преследований и репрессий в Израиле. Также активно действует «русская» фракция Агуды, задачей которой является помощь в интеграции новоприбывших русскоговорящих представителей сексуальных и гендерных меньшинств в израильское ЛГБТ-сообщество и в общество в целом. Русская фракция «Агуды» вовлечена в диалог с русскоязычными СМИ в Израиле и стремится к тому, чтобы русскоязычные СМИ ушли с крайне правых, консервативных и гомофобных позиций, не разделяемых основной массой печатных изданий на иврите. Также недавно основан проект, направленный на помощь иностранным рабочим, работающим в Израиле и испытывающим двойную дискриминацию — как ЛГБТ и как гастарбайтеры.

## Нападение на ЛГБТ-центр
1 августа 2009 года на молодёжный ЛГБТ-центр было совершено нападение, в результате которого погибло два человека и получили ранения более 15 человек, в основном подростки. Теракт вызвал серьёзный общественный резонанс и осуждение гомофобии со стороны президента Израиля, премьера и кабинета министров. Многотысячные митинги протеста прошли в Тель-Авиве и Иерусалиме.